# Markos Imre (tanár)
Markos Imre, született: Markus (Devecser, 1855. október 16. – 1917 után) református főgimnáziumi tanár. 

## Életútja
Markus János és Bém Borbála (Barbara) fia. 1873. szeptember 8-án lépett a kegyestanító-rendbe és 1874. szeptember 9-én fogadalmat tett. 1877-78-ban a nyitrai rendházban teológiát tanult. 1882-től 1887-ig a szegedi, 1887-88-ban a váci főgimnáziumban a természet- és mennyiségtan tanára volt. Azután kilépett a rendből, áttért a református vallásra és 1888-tól 1890-ig a kunszentmiklósi, 1890. június 25-től a szatmárnémeti református főgimnázium tanára, 1917-ben az intézmény pénztárosa volt. Markus családi nevét 1896-ban Markosra változtatta.
Cikkei a Pesti Hirlapban (1889. júl. 23. A görög nyelv és a túlterhelés); az Egyetemes Protestáns Lapokban (A felekezeti tanárok nyugdíjügyéről); írt még természettudományi, helyi érdekű, társadalmi cikkeket, tárcákat a Kiskunsági Hiradó, Szamos, Szatmár és Vidéke, Szatmár és a Szatmári Hirlapba.

## Forrás
- Szinnyei József: Magyar írók élete és munkái VIII. (Löbl–Minnich). Budapest: Hornyánszky. 1902.